# Trzęsienie ziemi w Armenii (1679)
Trzęsienie ziemi w Armenii (1679) – trzęsienie ziemi, które miało miejsce 4 czerwca 1679 w okolicach ormiańskiego miasta Erywań, ówcześnie będącego częścią Iranu.
Wiele budynków zawaliło się na skutek wstrząsów. W Erywaniu całkowitemu zniszczeniu uległa tamtejsza forteca, a także następujące kościoły: Katoghike, św. Pawła i Piotra, św. Zorawora.
Miasto Kanaker (obecnie część Erywania) zostało całkowicie zniszczone, a klasyczna świątynia w Garni zawaliła się. Zniszczone zostały kościoły i klasztory tj. Hawuc Tarr, klasztor św. Sarkisa w Uszi, Geghard, Chor Wirap.